# Oude meester

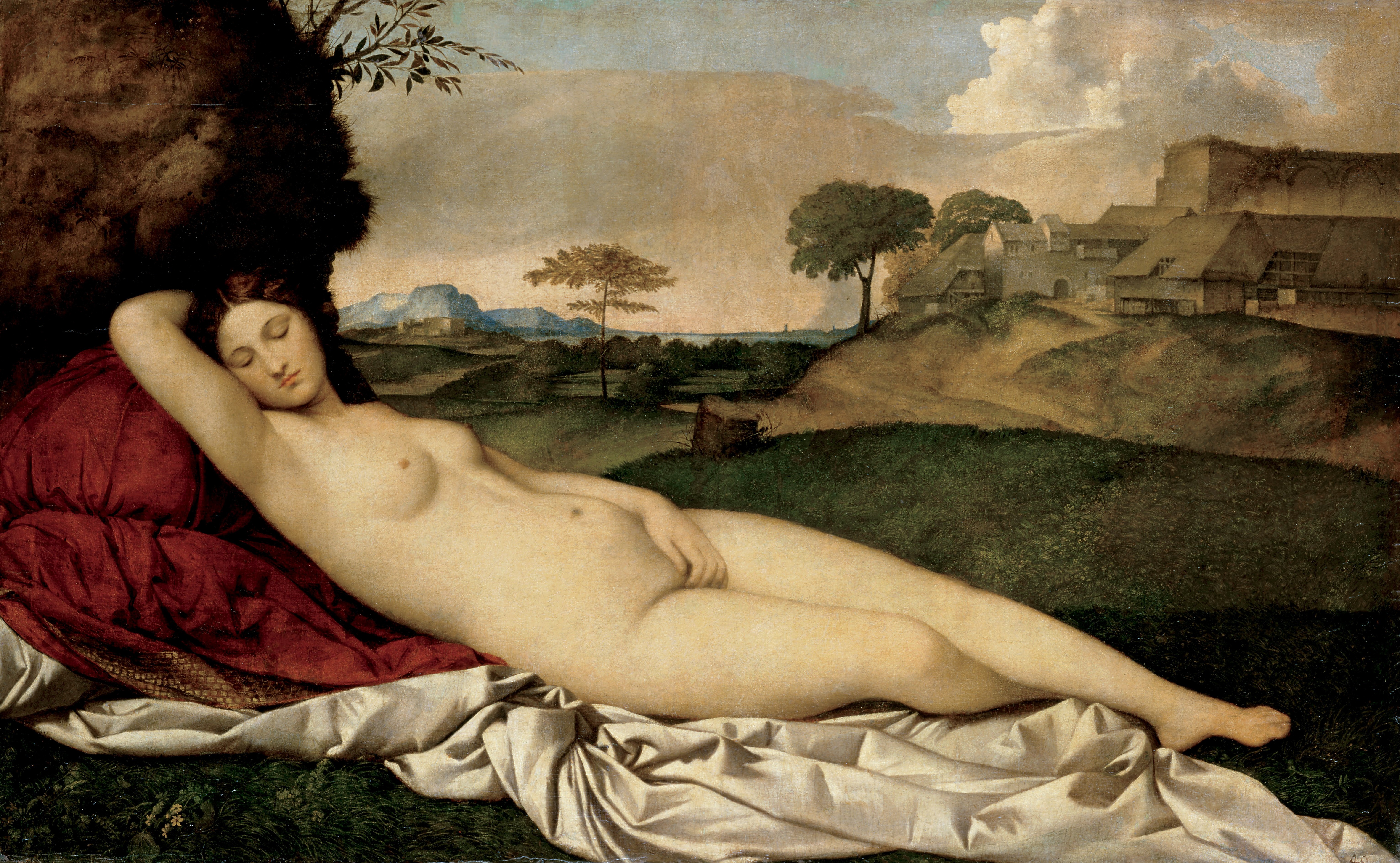
Giorgione's Slapende Venus (ca. 1510), Dresden, Gemäldegalerie Alte Meister.

Een oude meester is een door het schildersgilde opgeleide schilder die van het eind van de 14e eeuw tot ongeveer 1800 in Europa werkte, of ook een schilderij van een dergelijke kunstenaar. Een "oude meester" kan ook slaan op een tekening of het origineel van een prent (bijvoorbeeld een gravure of een ets), die gemaakt is door een kunstenaar uit die periode. 
In theorie was een oude meester een kunstenaar die zijn volledige opleiding had afgemaakt en die zich zelfstandig als meester  had gevestigd in zijn lokale Sint-Lucasgilde, maar in de praktijk wordt de term ook gebruikt voor werken die gemaakt zijn door leerlingen of in ateliers ook onder de kwalificatie "oude meester". Afgezien van een bepaald minimaal niveau van bekwaamheid is derhalve het enige criterium om een schilderij tot "oude meester" te bestempelen dat het voor 1800 geschilderd moet zijn. 

## Lijst van de belangrijkste oude meesters

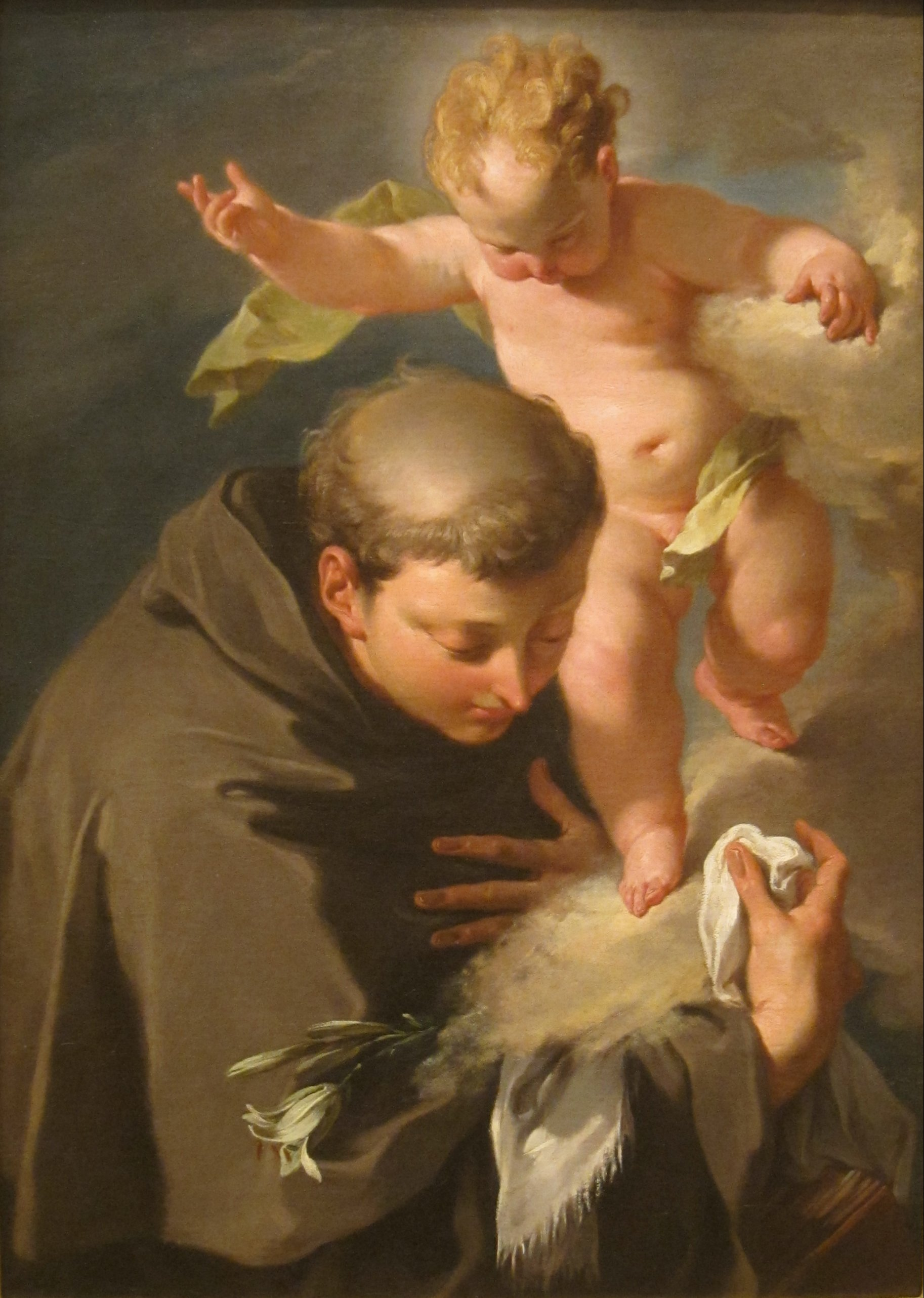
Visie van de H. Antonius van Padua, door Giovanni Battista Pittoni, San Diego Museum, Californië, Verenigde Staten van Amerika

### Gotiek, internationale gotiek en protorenaissance, Italiaans
- Cimabue (1240-1302), fresco's in de Sint-Franciscusbasiliek (Assisi)
- Giotto di Bondone (1267-1337), eerste renaissance-frescoschilder
- Pisanello (1394-1455), internationaal gotische Italiaanse schilder en medaillewinnaar

### Vroege renaissance, Italiaans
- Filippo Brunelleschi (1377-1446), architect die de koepel van de Dom van Florence ontwierp
- Donatello (1386-1466), vroege renaissancebeeldhouwer
- Fra Angelico (1400– 1455), religieuze schilder genoteerd voor de fresco's in het San Marcoklooster
- Masaccio (1401-1428), vroege Florentijnse schilder
- Leon Battista Alberti (1404-1472), Genovese architect
- Piero della Francesca (1415-1492), Italiaanse renaissanceschilder die lineair perspectief pionier
- Andrea Mantegna (1431-1506), renaissanceschilder, een meester van perspectief en detail
- Antonio Pollaiuolo (1431-1498)
- Francesco Cossa (1435-1477)
- Donato Bramante (1444-1514, hoogrenaissance-architect
- Perugino (1445-1523)
- Verrocchio (1435-1488)
- Sandro Botticelli (1445-1510), Florentijnse renaissancemeester
- Domenico Ghirlandaio (1449-1494), Florentijnse frescoschilder

### Renaissance, Italiaans
- Francesco Francia (1450-1517)
- Leonardo da Vinci (1452-1519), renaissance-olieschilder, tekenaar
- Cima da Conegliano (1459-1517)
- Michelangelo (1475-1564), renaissancebeeldhouwer
- Raphael (1483-1520), renaissanceschilder
- Ridolfo Ghirlandaio (1483-1561)
- Correggio (1490-1534) Parma, schilder genoteerd voor illusionistische fresco's en altaarstuk oliën

### Venetiaanse schilderkunst renaissance, Italiaans
- Domenico Veneziano (1400-1461)
- Jacopo Bellini (1400-1470)
- Gentile Bellini (1429-1507), genoteerd voor historische taferelen van Venetië en portretten van de doges
- Giovanni Bellini (1430-1516), pionier van lichtgevende olieverfschilderij
- Carlo Crivelli (1435-1495)
- Giorgione (1477-1510), pionier van de Venetiaanse School in de schilderkunst
- Titiaan (omstreeks 1477-1576), renaissance-exponent van kleur schilderen in oliën en fresco's
- Jacopo Tintoretto (1518-1594), Venetiaanse schilder van monumentale religieuze werken
- Paolo Veronese (omstreeks 1528-1588), een van de toonaangevende kleurspecialisten van Venetië

### Spaans
- Bartolome Bermejo
- Alonso Sanchez Coello
- El Greco
- Jusepe de Ribera
- Francisco de Zurbaran
- Diego Velázquez
- Juan Bautista Martínez del Mazo
- Juan Carreño de Miranda
- Bartolomé Esteban Murillo
- Francisco Bayeu y Subías
- Francisco Goya

### Maniërisme
- Dosso Dossi (Italiaans, 1479-1542)
- Parmigianino (Italiaans, 1503-1540), maniëristische schilder, etser van Parma
- Angelo Bronzino (Italiaans, 1503-1572)
- Giorgio Vasari (Italiaans, 1511-1575), bekend om zijn boek De levens van de grootste schilders, beeldhouwers en architecten
- Antonio Moro (Nederlands, 1519-1576)
- Giovanni Battista Moroni (Italiaans, 1525-1578)
- Giuseppe Arcimboldo (Italiaans, 1527-1593), bekend om zijn bizarre maniëristische groenten en fruit portretten
- Giambologna (Italiaans, 1529-1608), maniëristische beeldhouwer
- El Greco (Grieks-geboren Spaanse, 1541-1614), bekend om zijn geestelijke werken en portretten
- Scipione Pulzone (Italiaans, 1542-1598)
- Adam Elsheimer (Duits, 1578-1610), Duitse landschap- en geschiedenis-schilder die Rubens heeft beïnvloed

### Barokke schilderkunst
- Jacopo Chimenti (Italiaans, 1554-1640)
- Giovanni Battista Paggi (Italiaans, 1554-1627)
- Antonio Tempesta (Italiaans, 1555-1630)
- Lodovico Caracci (Italiaans, 1555-1619)
- Bartolomeo Cesi (Italiaans, 1556-1629)
- Alessandro Maganza (Italiaans, 1556-1640)
- Annibale Caracci (Italiaans, 1560-1609), Bolognese barokke kunstenaar bekend om zijn Farnese Gallery fresco
- Pieter Bruegel de Jonge (Zuid-Nederlands, 1564-1636)
- Francisco Pacheco (Spaans, 1564-1654)
- Francisco Ribalta (Spaans, 1565-1628)
- Juan de Jauregui y Aguilar (Spaans, 1566-1641)
- Jan Brueghel de Oudere (Zuid-Nederlands, 1568-1625)
- Juan Martinez Montanes (Spaans, 1568-1649)
- Caravaggio (Italiaans, 1573-1610), Milanese schilder bekend om zijn figuratieve realisme en tenebrism
- Guido Reni (Italiaans, 1575-1642)
- Gregorio Fernandez (Spaans, 1576-1636)
- Peter Paul Rubens (Zuid-Nederlands, 1577-1640), barok geschiedenisschilder en portrettist
- Bernardo Strozzi (Italiaans, 1581-1644)
- Jusepe de Ribera (Spaans, 1591-1652), in Napels werkende Spaanse religieuze realist schilder
- Guercino (Italiaans, 1591-1666)
- Nicolas Poussin (Frans, 1594-1665), wellicht de grootste klassieke academische schilder
- Pietro da Cortona (Italiaans, 1596-1669), Italiaanse hoge barok frescoschilder
- Francisco de Zurbarán (Spaans, 1598-1664), chiarscuro die religieuze schilderijen en stillevens deed
- Gianlorenzo Bernini (Italiaans, 1598-1680), dominante beeldhouwer en architect van de Contrareformatie-barok
- Anthony van Dyck (Zuid-Nederlands, 1599-1641), wonderkind en leerling van Rubens, die werd genoteerd voor zijn portretten
- Diego Velázquez (Spaans, 1599-1660), hofschilder die misschien wel de grootste Spaanse oude meester was
- Claude Lorrain (Frans, 1600-1682), klassieke landschapskunstenaar die de claudeaanse stijl ontwikkelde
- Giovanni Benedetto Castiglione (Italiaans, 1609-1664), Genuees schilder en etser die monotype opgericht

### Nederlandse Gouden Eeuw en Vlaamse barok-schilderkunst
- Roelant Savery (Zuid-Nederlands, 1576-1639)
- Frans Snyders (Zuid-Nederlands, 1579-1657),  meester van de barok stilleven van de Antwerpse School
- Frans Hals (Nederlands, 1580-1666), een van de grootste na de renaissance portretten
- Pieter Lastman (Nederlands, 1583-1633)
- Hendrick Terbrugghen (Nederlands, 1588-1629), Nederlandse realisme-genreschilder en Utrecht Caravaggisti
- Gerrit van Honthorst (Nederlands, 1590-1636)
- Wouter Crabeth II (Nederlands, 1594-1644)
- Dirck van Baburen (Nederlands, 1595-1624)
- Pieter de Grebber (Nederlands, 1600-1652)
- Matthias Stom (Nederlands, 1600-1652)
- Adriaen Brouwer (Zuid-Nederlands, 1605-1638), bekend om zijn taverne gebaseerd genrestukken
- Rembrandt van Rijn (Nederlands, 1606-1669), groots portretkunstenaar
- Jan Lievens (Nederlands, 1607-1674)
- Jacob Adriaensz Backer (Nederlands, 1608-1651)
- Ferdinand Bol (Nederlands, 1616-1680)
- Jan Havickszoon Steen (Nederlands, 1625-1679), Leidense School, taverne genretaferelen
- Jan Davidsz de Heem (Nederlands, 1609-1683), stilleven kunstenaar, Utrecht / Antwerpse School
- David Teniers de Jongere (Zuid-Nederlands, 1610-1690), Nederlandse realist, boer / wachtlokaalscènes
- Adriaen van Ostade (Nederlands, 1610-1685), boerentaferelen, Haarlemse School
- Govert Flinck (Nederlands, 1615-1660)
- Gerrit Dou (Nederlands, 1613-1675)
- Frans van Mieris de Oude (Nederlands, 1635-1681)
- Gerard Terborch (Nederlands, 1617-1681), Haarlemse School, genreschilder
- Willem Kalf (Nederlands, 1619-1693), nog leven foto
- Albert Cuyp (Nederlands, 1620-1691), Dordrechtse School, landschapsschilder
- Samuel van Hoogstraten (Nederlands, 1627-1678), genreschilder
- Jan de Bray (Nederlands, 1627-1697)
- Jacob van Ruisdael (Nederlands, 1628-1682), Haarlemse School, landschappen
- Gabriel Metsu (Nederlands, 1629-1667), intieme kleinschalige genretaferelen
- Pieter de Hooch (Nederlands, 1629-1683), Delftse School, genreschilder
- Johannes Vermeer (Nederlands, 1632-1675), Delftse School, genreschilder, weinig bekend bij leven
- Meindert Hobbema (Nederlands, 1638-1709)
- Arent de Gelder (Nederlands 1645-1727)
- Adriaen van der Werff (Nederlands, 1659-1722)
- Rachel Ruysch (Nederlands, 1664-1750), vrouwelijke bloemenschilder uit Amsterdam

### Rococo
- Giovanni Battista Tiepolo (Italiaans, 1691-1770), bekend om zijn Würzburg Residence fresco
- Giambattista Pittoni (Italiaans, 1687-1767), bekend voor de Heilige Familie met Kind
- Giovanni Battista Piazzetta (Italiaans, 1682-1754)
- Canaletto (Italiaans, 1697-1768), topografische / bouwkundig landschapsschilderijen
- Francesco Guardi (Italiaans, 1712-1793), uitzicht schilder van de Venetiaanse School
- Jean-Antoine Watteau (Frans, 1684-1721), genoteerd voor De inscheping voor Cythera en fête galantes
- Giovanni Maria Morlaiter (Italiaans, 1699-1781)
- François Boucher (Frans, 1703-1770),  mythologie galante
- Johann Georg Platzer (Oostenrijk, 1704-1761), Oostenrijkse rococoschilder
- Pompeo Batoni (Italiaans, 1708-1787)
- Bernardo Bellotto (Italiaans, 1720-1780,) Canaletto's neef, stedelijk landschap schilderijen
- Franz Anton Maulbertsch (Oostenrijk, 1724-1796)
- Jean-Honoré Fragonard (Frans, 1732-1806), bekend voor The Swing

### Rococo-tijdperk schilderij
- Jean-Baptiste-Siméon Chardin (Frans, 1699-1779), 18e-eeuwse stillevenkunstenaar
- Martin Johann Schmidt (Oostenrijk, 1718-1801), 18e-eeuwse Oostenrijkse late-barokschilder
- Jean-Baptiste Greuze (Frans, 1725-1805), 18e-eeuwse schilder

### Britse

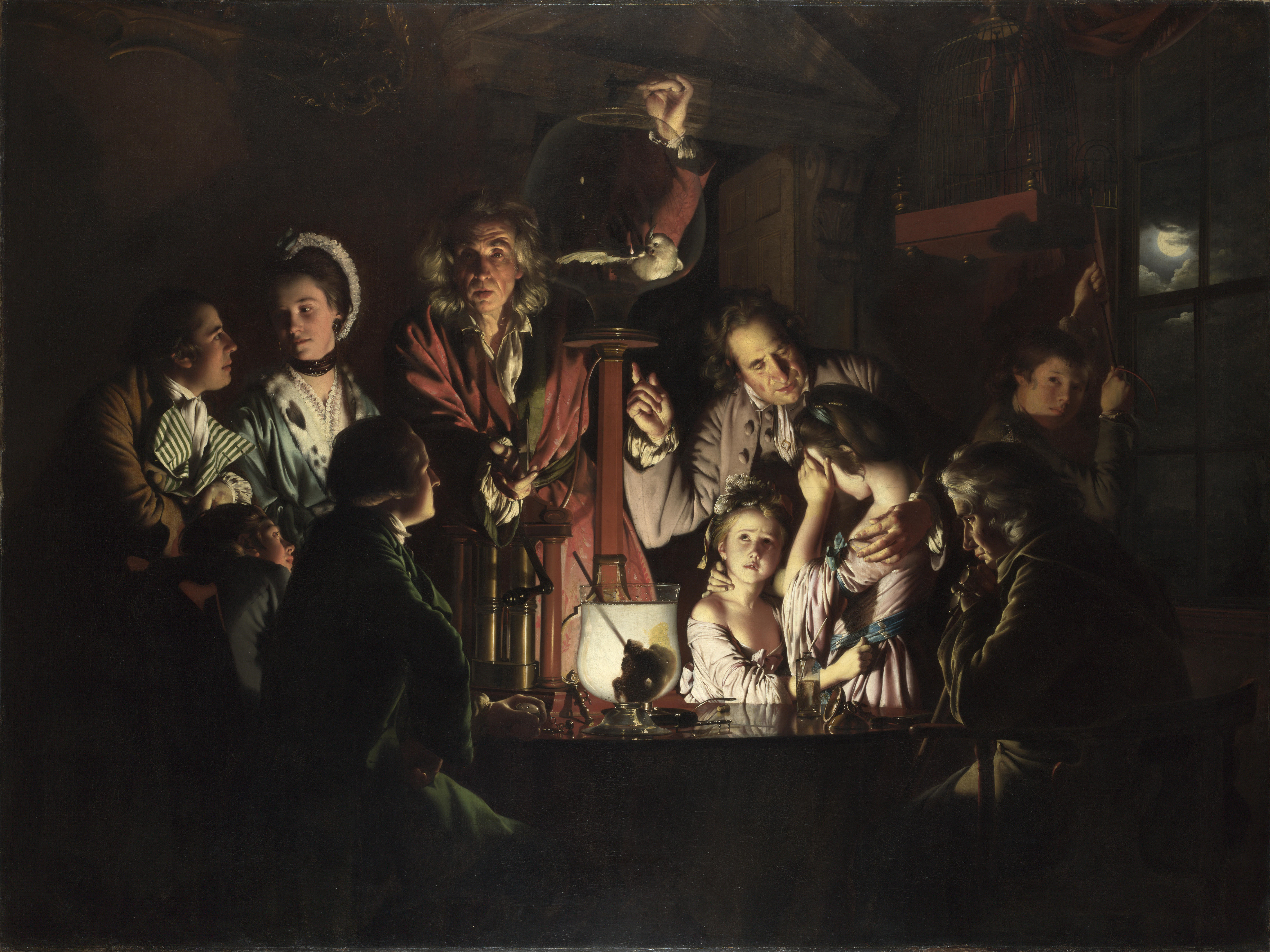
Experiment met een vogel in een vacuümpomp van Joseph Wright of Derby, 1768

- William Dobson
- Thomas Gainsborough
- Francis Hayman
- Nicholas Hilliard
- William Hogarth
- George Jamesone
- Godfrey Kneller
- Thomas Lawrence
- Peter Lely
- John Opie
- Henry Raeburn
- Allan Ramsay
- Joshua Reynolds
- George Romney
- James Thornhill
- Michael John Wright
- Joseph Wright of Derby
- Johann Zoffany

### Neoclassicisme
- Anton Raphael Mengs (Duits, 1728-1779)
- Gaetano Gandolfi (Italiaans, 1734-1802)
- Benjamin West (In Amerika geboren Brit, 1738-1820)
- Jacques-Louis David (Frans, 1748-1825), gepassioneerde klassieke stijl politieke meesterschilder
- Jean Auguste Dominique Ingres (Frans, 1780-1867), neoklassieke en romantische exponent van de 'academische kunst'

### Romantiek
- Sir Joshua Reynolds (British, 1723-1792), Engels portretschilder
- Théodore Géricault (Frans, 1791-1824)
- Francisco Goya (Spaans, 1746-1828), Spaanse hofschilder en portrettist
- Henry Raeburn (Schotse, 1756-1823)
- William Blake (British, 1757-1827), symbolistische religieuze schilder, graficus en illustrator
- Antoine-Jean Gros (Frans, 1771-1835)n romantische schilder, leerling van Jacques Louis David
- Eugène Delacroix (Frans, 1798-1863)

Alle personen in een rubriek, waarbij Italiaans staat vermeld, waren Italianen.